# Mitsubishi 3G8
Mitsubishi 3G8 — серия рядных трёхцилиндровых бензиновых двигателей внутреннего сгорания, производящихся Mitsubishi Motors с 1987 года. Впервые двигатель был представлен на пятом поколении Mitsubishi Minica.

## 3G81
- Объём двигателя — 548 см3
- Диаметр цилиндра — 62,3 мм
- Ход поршня — 60 мм
- Тип топлива — неэтилированный бензин[3]

## 3G82
- Объём двигателя — 796 см3
- Диаметр цилиндра — 65 мм (2,56 дюйма)
- Ход поршня — 80 мм (3,15 дюйма)
- Мощность — 33 кВт (45 л. с.)[4]

## 3G83
- Объём двигателя — 657 см3
- Диаметр цилиндра — 65 мм
- Ход поршня — 66 мм
- тип -рядный 3 цилиндра
- Тип топлива — неэтилированный бензин[5][6]

## 4G82
- Объём двигателя — 1,061 куб.см (64,7 кубических дюйма)
- Диаметр цилиндра — 65 мм (2,56 дюйма)
- Ход поршня — 80 мм (3,15 дюйма)
- Тип — рядный четырёхцилиндровый (SOHC)
- Мощность — 43 кВт (58 л. с.) (JIS) при 5500 об/мин
- Крутящий момент — 89 Н·м при 3500 об/мин